# Tyler Goodspeed
Tyler Beck Goodspeed là một nhà sử học kinh tế người Mỹ, là Chủ tịch Hội đồng cố vấn kinh tế.

## Tuổi thơ và giáo dục
Goodspeed được sinh ra ở Exeter, New Hampshire. Ông đã nhận bằng BA và MA tại Đại học Harvard, bằng MPhil về lịch sử kinh tế và xã hội từ Emmanuel College, Cambridge với học bổng Gates Cambridge và PhD Lịch sử (tập trung vào lịch sử kinh tế) từ Đại học Harvard năm 2014.

## Cuốn sách
- Tyler Beck Goodspeed (2012). Rethinking the Keynesian Revolution: Keynes, Hayek, and the Wicksell Connection. Oxford University Press. ISBN 978-0-19-994279-4.
- Tyler Beck Goodspeed (2016). Legislating Instability: Adam Smith, Free Banking, and the Financial Crisis of 1722. Harvard University Press. ISBN 978-0-674-08888-7.
- Tyler Beck Goodspeed (2017). Famine and Finance: Credit and the Great Famine of Ireland. Springer. ISBN 978-3-319-31765-6.